# Liczbiński
Liczbiński (Awdaniec odmienny II) – polski herb szlachecki, odmiana herbu Abdank z nobilitacji.

## Opis herbu
Opis zgodnie z klasycznymi regułami blazonowania:
W polu czerwonym łękawica srebrna. 
Klejnot: tarcza czerwona z łękawicą srebrną między dwoma rogami myśliwskimi złotymi z nabiciami dwoma skrajnymi czerwonymi i jednym złotym.

## Najwcześniejsze wzmianki
Nadany Michałowi, Janowi i Pawłowi Liczbińskim 7 kwietnia 1590 roku.

## Herbowni
Liczbiński.